# Laurent Aïello
Laurent Aiello, född 23 maj 1969 i Fontenay-aux-Roses, är en fransk racerförare.

## Karriär
Aiello har kört i bland annat Formel 3000, DTM och BTCC. År 1998 vann han Le Mans 24-timmars tillsammans med Allan McNish och Stéphane Ortelli i en Porsche. Aiello har kört Le Mans två gånger senare och har båda gångerna slutat på andra plats.
1999 kom han till BTCC och Storbritannien, där han inte hade kört på så många av banorna men bemästrade det ändå väldigt bra och lyckades vinna serien redan det första året som Aiello var där, före stallkamraten David Leslie och svensken Rickard Rydell. År 2000 drog sig många biltillverkare sig ur BTCC, bland annat Nissan som Aiello körde för så han flyttade över till DTM och slutade på en 15:e plats. 2002 vann han DTM i Audi-stallet och 2004 bytte han till Opel.
År 2005 meddelade Aiello att han skulle sluta köra racing.

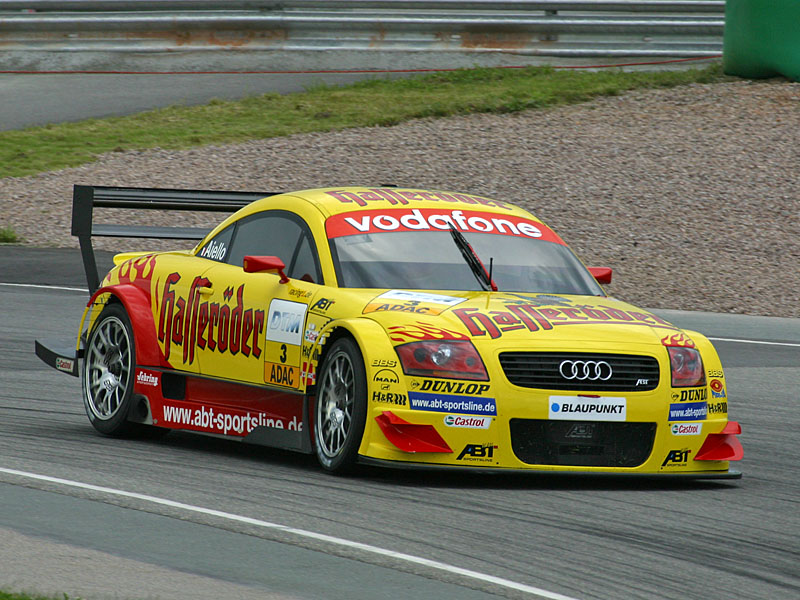
Laurent Aiello i en Audi TT 2002.